# Campionati del mondo di atletica leggera 2023 - 200 metri piani maschili
La specialità dei 200 metri piani maschili dei campionati del mondo di atletica leggera 2023 si è svolta dal 23 al 25 agosto 2023 al Centro nazionale di atletica leggera di Budapest, in Ungheria.

## Podio
| Pos.    | Atleta           | Nazionalità | Tempo |
| ------- | ---------------- | ----------- | ----- |
| Oro     | Noah Lyles       | Stati Uniti | 19"52 |
| Argento | Erriyon Knighton | Stati Uniti | 19"75 |
| Bronzo  | Letsile Tebogo   | Botswana    | 19"81 |

## Situazione pre-gara

### Record
Prima di questa competizione, il record del mondo (RM) e il record dei campionati (RC) erano i seguenti.
| Record                | Prestazione | Atleta              | Data                             | Competizione  |
| --------------------- | ----------- | ------------------- | -------------------------------- | ------------- |
| Record mondiale       | 19"19       | Usain Bolt Giamaica | 20 agosto 2009 Berlino, Germania | Mondiali 2009 |
| Record dei campionati | 19"19       | Usain Bolt Giamaica | 20 agosto 2009 Berlino, Germania | Mondiali 2009 |

### Campioni in carica
I campioni in carica a livello mondiale e olimpico erano:
| Campione | Atleta                 | Prestazione | Data                                         | Competizione         |
| -------- | ---------------------- | ----------- | -------------------------------------------- | -------------------- |
| Olimpico | Andre De Grasse Canada | 19"62       | 4 agosto 2021 Tokyo, Giappone                | Giochi olimpici 2021 |
| Mondiale | Noah Lyles Stati Uniti | 19"31       | 21 luglio 2022 Eugene, Stati Uniti d'America | Mondiali 2022        |

### La stagione
Prima di questa gara, gli atleti con le migliori tre prestazioni dell'anno erano:
| Pos. | Atleta                       | Prestazione | Data                                           |
| ---- | ---------------------------- | ----------- | ---------------------------------------------- |
| 1    | Noah Lyles Stati Uniti       | 19"47       | 23 luglio 2023 Londra, Regno Unito             |
| 2    | Letsile Tebogo Botswana      | 19"50       | 23 luglio 2023 Londra, Regno Unito             |
| 3    | Erriyon Knighton Stati Uniti | 19"72       | 9 luglio 2023 Eugene OR, Stati Uniti d'America |

## Risultati

### Batterie
Le batterie si sono svolte a partire dalle 12:15 del 23 agosto. Si sono qualificati alle semifinali i primi 3 di ogni batteria (Q) e i 3 tempi migliori tra gli esclusi (q).

#### Batteria 1
| Posizione | Corsia | Atleta                | Nazionalità | Tempo | Note                                     |
| --------- | ------ | --------------------- | ----------- | ----- | ---------------------------------------- |
| 1         | 4      | Zharnel Hughes        | Regno Unito | 19"99 | Q                                        |
| 2         | 2      | Aaron Brown           | Canada      | 20"08 | Q                                        |
| 3         | 5      | Luxolo Adams          | Sudafrica   | 20"15 | Q                                        |
| 4         | 8      | Shota Iizuka          | Giappone    | 20"27 | q                                        |
| 5         | 7      | Taymir Burnet         | Paesi Bassi | 20"31 | q                                        |
| 6         | 3      | Eseosa Fostine Desalu | Italia      | 20"49 | Miglior prestazione personale stagionale |
| 7         | 6      | Gediminas Truskauskas | Lituania    | 20"90 | (.893)                                   |
| 8         | 9      | Franko Burraj         | Albania     | 21"52 |                                          |

#### Batteria 2
| Posizione | Corsia | Atleta               | Nazionalità        | Tempo | Note                                     |
| --------- | ------ | -------------------- | ------------------ | ----- | ---------------------------------------- |
| 1         | 8      | Noah Lyles           | Stati Uniti        | 20"05 | Q                                        |
| 2         | 4      | Andrew Hudson        | Giamaica           | 20"25 | Q                                        |
| 3         | 9      | Ondřej Macík         | Rep. Ceca          | 20"40 | (.393) Q                                 |
| 4         | 3      | Tapiwanashe Makarawu | Zimbabwe           | 20"64 |                                          |
| 5         | 5      | Ján Volko            | Slovacchia         | 20"69 |                                          |
| 6         | 2      | Jorge Vides          | Brasile            | 20"80 |                                          |
| 7         | 1      | Ko Seunghwan         | Corea del Sud      | 21"09 |                                          |
| 8         | 6      | Leroy Kamau          | Papua Nuova Guinea | 21"18 | Miglior prestazione personale stagionale |
| 9         | 7      | Jessy Franco         | Gibilterra         | 22"04 | Miglior prestazione personale stagionale |

#### Batteria 3
| Posizione | Corsia | Atleta            | Nazionalità | Tempo | Note             |
| --------- | ------ | ----------------- | ----------- | ----- | ---------------- |
| 1         | 7      | Letsile Tebogo    | Botswana    | 20"22 | Q                |
| 2         | 5      | Joseph Fahnbulleh | Liberia     | 20"42 | Q                |
| 3         | 9      | William Reais     | Svizzera    | 20"50 | Q                |
| 4         | 3      | Joshua Hartmann   | Germania    | 20"51 |                  |
| 5         | 2      | Blessing Afrifah  | Israele     | 20"73 |                  |
| 6         | 6      | Aidan Murphy      | Australia   | 20"90 | (.895)           |
| 7         | 4      | Marcos Santos     | Angola      | 21"05 | Record nazionale |
| 8         | 8      | Hachim Maaroufou  | Comore      | 21"29 |                  |

#### Batteria 4
| Posizione | Corsia | Atleta               | Nazionalità         | Tempo | Note     |
| --------- | ------ | -------------------- | ------------------- | ----- | -------- |
| 1         | 8      | Brendon Rodney       | Canada              | 20"14 | (.133) Q |
| 2         | 6      | Renan Correa         | Brasile             | 20"44 | (.440) Q |
| 3         | 2      | Shaun Maswanganyi    | Sudafrica           | 20"56 | (.557) Q |
| 4         | 5      | Koki Ueyama          | Giappone            | 20"66 |          |
| 5         | 3      | Nadale Buntin        | Saint Kitts e Nevis | 20"90 | (.894)   |
| 6         | 4      | Zoltán Wahl          | Ungheria            | 20"90 | (.894)   |
| 7         | 7      | Mohamed Obaid Alsadi | Oman                | 21"39 |          |
|           | 9      | James Dadzie         | Ghana               | dnf   |          |

#### Batteria 5
| Posizione | Corsia | Atleta           | Nazionalità   | Tempo | Note     |
| --------- | ------ | ---------------- | ------------- | ----- | -------- |
| 1         | 8      | Towa Uzawa       | Giappone      | 20"34 | (.336) Q |
| 2         | 7      | Courtney Lindsey | Stati Uniti   | 20"39 | Q        |
| 3         | 3      | Rasheed Dwyer    | Giamaica      | 20"40 | (.394) Q |
| 4         | 5      | Tarsis Orogot    | Uganda        | 20"44 | (.431) q |
| 5         | 4      | Yang Chun-Han    | Taipei cinese | 20"82 |          |
| 6         | 9      | Ramil Guliyev    | Turchia       | 20"89 |          |
| 7         | 6      | Mindia Endeladze | Georgia       | 21"20 |          |
|           | 2      | Emmanuel Eseme   | Camerun       | dns   |          |

#### Batteria 6
| Posizione | Corsia | Atleta              | Nazionalità | Tempo | Note     |
| --------- | ------ | ------------------- | ----------- | ----- | -------- |
| 1         | 9      | Erriyon Knighton    | Stati Uniti | 20"17 | Q        |
| 2         | 7      | Andre De Grasse     | Canada      | 20"28 | Q        |
| 3         | 8      | Sinesipho Dambile   | Sudafrica   | 20"34 | (.333) Q |
| 4         | 3      | Filippo Tortu       | Italia      | 20"46 |          |
| 5         | 6      | Joseph Amoah        | Ghana       | 20"56 | (.551)   |
| 6         | 5      | Sibusiso Matsenjwa  | eSwatini    | 20"88 |          |
| 7         | 2      | Guy Maganga         | Gabon       | 21"04 |          |
| 8         | 4      | Yeykell Eliu Romero | Nicaragua   | 21"71 |          |

#### Batteria 7
| Posizione | Corsia | Atleta                   | Nazionalità     | Tempo | Note     |
| --------- | ------ | ------------------------ | --------------- | ----- | -------- |
| 1         | 5      | Kenneth Bednarek         | Stati Uniti     | 20"01 | Q        |
| 2         | 7      | Alexander Ogando         | Rep. Dominicana | 20"14 | (.132) Q |
| 3         | 6      | Alaba Olukunle Akintola  | Nigeria         | 20"54 | Q        |
| 4         | 3      | Alonso Edward            | Panama          | 20"63 |          |
| 5         | 4      | Lucas Rodrigues Da Silva | Brasile         | 20"86 |          |
| 6         | 9      | Taha Hussein Yaseen      | Iraq            | 21"01 |          |
| 7         | 8      | Albert Komański          | Polonia         | 21"16 |          |
|           | 2      | Ryan Zézé                | Francia         | dq    | TR16.8   |

### Semifinali
Le semifinali sono state disputate dalle 20:44 (ora locale di Budapest) del 24 agosto. Era previsto che si qualificassero in finale i primi 2 di ogni batteria (Q) e i 2 tempi migliori (q).
Appena prima dello svolgimento della prima batteria, due veicoli che trasportavano gli atleti si sono scontrati e Andrew Hudson ha subito un leggero ferimento all'occhio destro a causa di una scheggia di vetro. La giuria ha accolto il suo ricorso e il corridore giamaicano è stato ripescato in finale, portando il numero di atleti qualificati a nove.

#### Batteria 1
| Posizione | Corsia | Atleta           | Nazionalità     | Tempo | Note     |
| --------- | ------ | ---------------- | --------------- | ----- | -------- |
| 1         | 8      | Noah Lyles       | Stati Uniti     | 19"76 | Q        |
| 2         | 6      | Alexander Ogando | Rep. Dominicana | 20"02 | (.017) Q |
| 3         | 3      | Tarsis Orogot    | Uganda          | 20"26 |          |
| 4         | 7      | Brendon Rodney   | Canada          | 20"27 |          |
| 5         | 9      | Andrew Hudson    | Giamaica        | 20"38 | q        |
| 6         | 4      | Luxolo Adams     | Sudafrica       | 20"44 |          |
| 7         | 2      | Shota Iizuka     | Giappone        | 20"54 |          |
| 8         | 5      | Ondřej Macík     | Rep. Ceca       | 20"71 |          |

#### Batteria 2
| Posizione | Corsia | Atleta                  | Nazionalità | Tempo | Note     |
| --------- | ------ | ----------------------- | ----------- | ----- | -------- |
| 1         | 7      | Kenneth Bednarek        | Stati Uniti | 19"96 | Q        |
| 2         | 6      | Letsile Tebogo          | Botswana    | 19"97 | Q        |
| 3         | 5      | Courtney Lindsey        | Stati Uniti | 20"22 |          |
| 4         | 9      | Sinesipho Dambile       | Sudafrica   | 20"28 | =        |
| 5         | 4      | Renan Correa            | Brasile     | 20"43 |          |
| 6         | 3      | Taymir Burnet           | Paesi Bassi | 20"65 | (.643)   |
| 7         | 2      | Alaba Olukunle Akintola | Nigeria     | 20"75 |          |
|           | 8      | Aaron Brown             | Canada      | dq    | TR17.3.1 |

#### Batteria 3
| Posizione | Corsia | Atleta            | Nazionalità | Tempo | Note    |
| --------- | ------ | ----------------- | ----------- | ----- | ------- |
| 1         | 6      | Erriyon Knighton  | Stati Uniti | 19"98 | Q       |
| 2         | 7      | Zharnel Hughes    | Regno Unito | 20"02 | (.014)Q |
| 3         | 5      | Andre De Grasse   | Canada      | 20"10 | q       |
| 4         | 4      | Joseph Fahnbulleh | Liberia     | 20"21 | q       |
| 5         | 8      | Towa Uzawa        | Giappone    | 20"33 |         |
| 6         | 9      | Rasheed Dwyer     | Giamaica    | 20"49 |         |
| 7         | 3      | Shaun Maswanganyi | Sudafrica   | 20"65 | (.646)  |
| 8         | 2      | William Reais     | Svizzera    | 20"67 |         |

### Finale

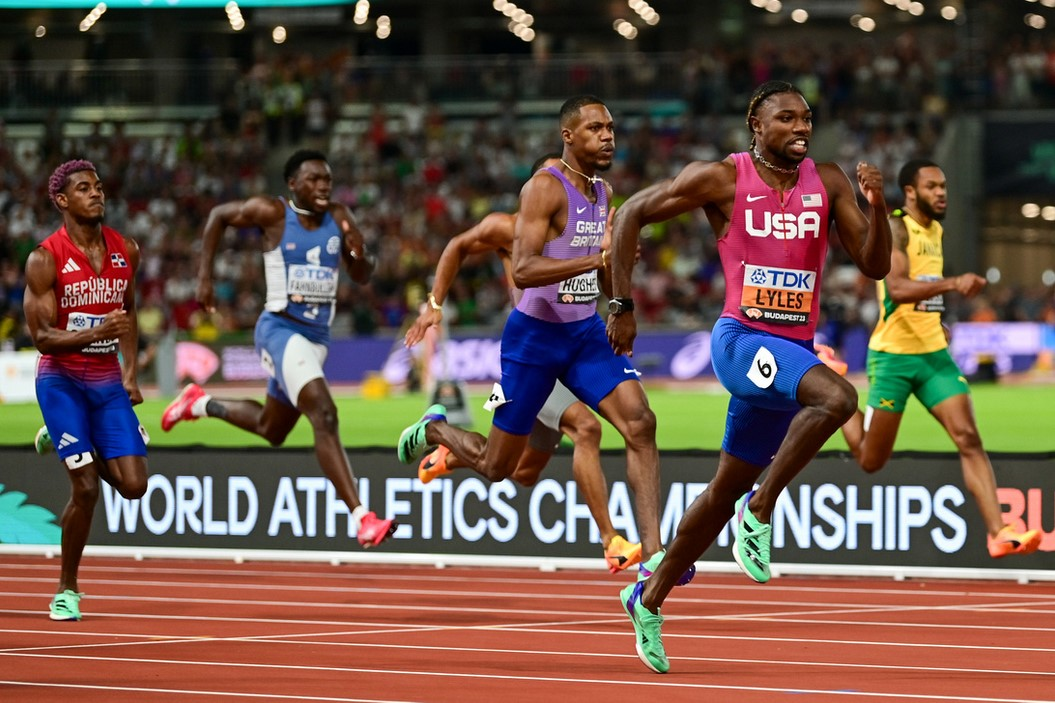
Un istante della finale

La finale si è disputata alle 21:54 (ora locale di Budapest) del 25 agosto 2023.
| Posizione | Corsia | Atleta            | Nazionalità     | Tempo | Note |
| --------- | ------ | ----------------- | --------------- | ----- | ---- |
| Oro       | 6      | Noah Lyles        | Stati Uniti     | 19"52 |      |
| Argento   | 8      | Erriyon Knighton  | Stati Uniti     | 19"75 |      |
| Bronzo    | 9      | Letsile Tebogo    | Botswana        | 19"81 |      |
| 4         | 4      | Zharnel Hughes    | Regno Unito     | 20"02 |      |
| 5         | 7      | Kenneth Bednarek  | Stati Uniti     | 20"07 |      |
| 6         | 3      | Andre De Grasse   | Canada          | 20"14 |      |
| 7         | 5      | Alexander Ogando  | Rep. Dominicana | 20"23 |      |
| 8         | 1      | Andrew Hudson     | Giamaica        | 20"40 |      |
| 9         | 2      | Joseph Fahnbulleh | Liberia         | 20"57 |      |